# Rajd de España 1967
Rajd RACE de España 1967 (15. RACE Rallye de España) – 15. edycja rajdu samochodowego RACE Rallye de España rozgrywanego w Hiszpnii. Rozgrywany był od 21 do 24 września 1967 roku. Była to piętnasta runda Rajdowych Mistrzostw Europy w roku 1967.

## Klasyfikacja rajdu
| Miejsce                      | Kierowca                     | Pilot                        | Samochód                     | Czas                         | Strata                       |                              |
| Klasyfikacja generalna i ERC | Klasyfikacja generalna i ERC | Klasyfikacja generalna i ERC | Klasyfikacja generalna i ERC | Klasyfikacja generalna i ERC | Klasyfikacja generalna i ERC | Klasyfikacja generalna i ERC |
| ---------------------------- | ---------------------------- | ---------------------------- | ---------------------------- | ---------------------------- | ---------------------------- | ---------------------------- |
| 1.                           | Ove Andersson                | John Davenport               | Lancia Fulvia Rallye 1,3 HF  |                              | 0,0                          |                              |
| 2.                           | Sandro Munari                | Luciano Lombardini           | Lancia Fulvia Rallye 1,3 HF  |                              |                              |                              |
| 3.                           | Bernard Tramont              | Ricardo Muñoz Llorca         | Alpine-Renault A110 1300     |                              |                              |                              |
| 4.                           | Lillebror Nasenius           | Matti Wigren                 | Opel Commodore GS            |                              |                              |                              |
| 5.                           | José Bernardino Lampreia     | Jorge Nascimento             | Renault 8 Gordini            |                              |                              |                              |
| 6.                           | José-Maria Juncadella        | S. Molist                    | BMC Mini Cooper S            |                              |                              |                              |
| 7.                           | Jorge de Bagration           | Jaime Barcenas               | Lancia Fulvia HF             |                              |                              |                              |
| 8.                           | Arnaldo Cavallari            | Dante Salvay                 | Alfa Romeo GTA               |                              |                              |                              |
| 9.                           | Dieter Lambart               | Hans Vogt                    | Opel Commodore GS            |                              |                              |                              |
| 10.                          | Henri Gréder                 | Marie-Claude Charmasson      | Opel Commodore GS            |                              |                              |                              |